# 石川県立看護大学
石川県立看護大学（いしかわけんりつかんごだいがく、英語: Ishikawa Prefectural Nursing University）は、石川県かほく市学園台1丁目1番地に本部を置く日本の公立大学。2000年創立、2000年大学設置。大学の略称は「県看」（けんかん）。

## 概要

### 大学全体
- 公立大学であるため、県内出身者が多い。次いで富山県出身者が多い。関東や関西からの進学者もわずかながらにいる。就職も県内が多い。
- 学生あたりの教員数が他大学同学科より多いため、実習や講義・研究でも教員と関わる機会に恵まれている。
- 大学院看護学研究科は、専門看護師教育課程に認可されている（小児看護、がん看護、老人看護、地域看護）。平成21年1月現在、修了生より老人看護専門看護師が2名誕生している。
- 附属看護キャリア支援センターでは、2014年度から2021年度の間に、感染管理認定看護師教育課程及び認知症看護認定看護師教育課程を239名が修了している。

### 教学理念
「人間の生命や生活の質を真に理解できる豊かな人間性とともに、専門的職業人としての基盤を備え、保健・医療・福祉の幅広い領域で、県民の健康と福祉の向上に貢献できる看護職及び看護指導者を育成する」こと。

## 沿革
- 2000年（平成12年）- 石川県立看護大学（看護学部看護学科）が開学する。
- 2004年（平成16年）- 大学院修士課程（看護学研究科看護学専攻）を開設する。
- 2006年（平成18年）- 大学院博士課程を開設する。
- 2008年（平成20年）- 日本看護系大学協議会から専門看護師教育課程（がん看護）及び専門看護師教育課程（小児看護）を認定される。
- 2011年（平成23年）- 公立大学法人化。学歌を制定する。
- 2013年（平成25年）- 附属看護キャリア支援センター開設。
- 2018年（平成30年）- 大学院看護学科研究科博士前期課程に助産師養成課程を開設。
- 2020年（令和2年）- 開学20周年。

## 基礎データ

### 所在地
- 〒929-1210 石川県かほく市学園台1丁目1番地

### シンボルマーク

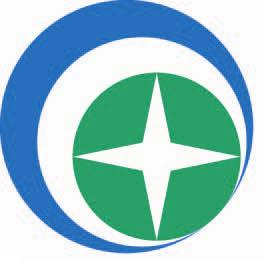
石川県立看護大学シンボルマーク

石川県立看護大学のシンボルマークは、「次代の看護の担い手を育む教育機関」として、その「自負」と「誇り」を表現している

#### 円の重なり
- 石川の「石」の字
- 看護に関する様々な分野を結ぶ「コーディネーターの役割」

#### 円の広がり
- 学生が社会で大きく羽ばたくという「期待」

#### つぼみ
- 次代を担う大切な人材を育む機関

#### 十字・光
- 「医療や看護」等の行為を示す十字と「光輝く」学生

#### ブルー
- 「青い海」、「澄んだ空気」など石川の恵まれた自然環境を象徴
- 「崇高な看護精神」や「知性」、「品位」、「清潔感」を表現

#### グリーン
- 「緑豊かな環境」、「安心」、「やすらぎ」、「信頼感」を表現

### 学歌
- 2011年3月に石川県立看護大学学歌を制定。作詞作曲は天沼裕子。

## 教育及び研究

### 組織

#### 学部
- 看護学部
  - 看護学科（定員：推薦と一般入試により80名、社会人選抜試験で若干名。）

#### 大学院
- 看護学研究科
  - 看護学専攻（博士前期課程）
    - 健康看護学領域
      - 看護デザイン研究教育分野
      - 地域・精神・保健学研究教育分野
      - 看護管理学研究分野（修了により実務経験等に応じて認定看護管理者の認定審査を受けられる）

    - 実践看護学領域
      - 女性看護学研究教育分野
      - 子どもと家族の看護学研究教育分野
      - 成人看護学研究教育分野
      - 老年看護学研究教育分野
      - 在宅看護学研究教育分野

    - 助産看護学領域（修了後に助産師国家試験受験資格を取得）
      - 助産看護学研究教育分野

  - 看護学専攻（博士後期課程）
    - コミュニティケア・看護デザイン科学研究教育分野
    - 実践看護科学研究教育分野

#### 附属機関
- 附属図書館
- 附属地域ケア総合センター
- 附属看護キャリア支援センター
  - 認定看護師（感染管理認定看護師、認知症看護認定看護師、認定看護管理者）教育課程

## 大学関係者と組織

### 大学関係者組織
- さくら会（同窓会）

### 大学関係者

#### 教職員
- 初代学長 金川克子
- 2代学長 木村賛
- 3代学長 石垣和子
- 現学長 真田弘美

## 対外関係

### 他大学との協定

#### 国外
- イリノイ大学（米国）
- ワシントン大学（米国）※2022年7月までで終了
- 全北大学（韓国）
- 吉林大学看護学院（中国）
- 南京中医薬大学（中国）
- チェンマイ大学看護学部

#### 国内
- 大学コンソーシアム石川
- 放送大学学園[1]

### 団体等との協定
- かほく市（2010年包括的連携協定締結）[2]
- 株式会社モルテン（2023年共同研究講座設置に関する協定締結）[3]